# Mumcular, Bodrum
Mumcular là một thị trấn thuộc huyện Bodrum, tỉnh Muğla, Thổ Nhĩ Kỳ. Dân số thời điểm năm 2011 là 3.102 người.